# Americká liga
Americká liga (anglicky American League) je vedle starší Národní ligy (National League) jedna ze dvou lig profesionálního baseballu v USA. Vzešla roku 1899 z Western League (Západní ligy), roku 1901 byla uznána za jednu ze dvou hlavních amerických baseballových lig a od roku 1903 se šampioni obou profesionálních lig utkávají ve Světové sérii o vítězství v Major League Baseball (MLB).